# Diplodia ligustri
Diplodia ligustri är en svampart som beskrevs av Westend. 1864. Diplodia ligustri ingår i släktet Diplodia och familjen Botryosphaeriaceae.   Inga underarter finns listade i Catalogue of Life.